# Sowin (województwo lubelskie)
Sowin – wieś w Polsce położona w województwie lubelskim, w powiecie parczewskim, w gminie Parczew. 
Wieś stanowi sołectwo w gminie Parczew. Według Narodowego Spisu Powszechnego z roku 2011 wieś liczyła 196 mieszkańców.
Wierni Kościoła rzymskokatolickiego należą do parafii św. Jana Chrzciciela w Parczewie.

## Historia
Wieś ta została odnotowana po raz pierwszy w 1432 r. jako „Sowoglowy” i „Sowieglowy”. W roku 1432 starosta lubelski określa granice wsi „Sowiegłowy” nadanej przez króla Władysława Jagiełłę Wojciechowi Sowiegłowskiemu. Podobnie jako „Sowiegłowy” zapisana w 1458 r. W 1474 roku występuje Withus de Sowino (Wit Sowiński z Sowin) który był dziedzicem w latach 1457–1474, w roku następnym zapisano „Sowin” i „Sowini” zaś w 1496 r. „Showyn”. W 1529 r. Sowyn został spisany w parafii Parczew (Liber Retaxationum 442). W 1531 r. zapisano go Sawin. Według registru poborowego powiatu lubelskiego z r. 1531, wieś Sawin, w parafii Parczów, miał 1 łan była tu tylko szlachta bez kmieci bracia Jan i Tomasz (Pawiński, Małop., 362), W okresie XVI-XVII wieków pisano go Szowyn i Sowin. Forma obecnie brzmiąca utrwaliła się od 1674 r. (Rejestr Pogłównego L 70).
Wieś szlachecka położona była w drugiej połowie XVI wieku w powiecie lubelskim województwa lubelskiego. 
W wieku XIX według opisu Słownika geograficznego Królestwa Polskiego Sowin, wieś i folwark nad strumieniem Konotopa, położony w powiecie włodawskim, gminie Dębowa Kłoda, parafii Parczew, odległy 40 wiorst od Włodawy. W roku 1890 posiadał 26 domów i 74 mieszkańców wyznania rzymskokatolickiego. Według spisu z 1827 roku było tu 19 domów i 104 mieszkańców. W 1871 roku folwark Sowin posiadał rozległość mórg 440. Wieś Sowin osad 10, z gruntem mórg 89.
1 kwietnia 1929 Sowin (300 ha 7.073 m²) wyłączono z gminy Dębowa Kłoda i włączono go do Parczewa.
31 grudnia 1961 Sowin wyłączono ponownie z Parczewa i włączono do nowo utworzonej gromady Parczew.
W latach 1975–1998 miejscowość położona była w województwie bialskopodlaskim.